# Sälö (Vårdö, Åland)
Sälö är en ö i Åland (Finland). Den ligger i den nordöstra delen av landskapet, 40 km nordost om huvudstaden Mariehamn. Arean är 0,80 kvadratkilometer.
Terrängen på Sälö är mycket platt. Öns högsta punkt är 21 meter över havet. Den sträcker sig 1,4 kilometer i nord-sydlig riktning, och 1,1 kilometer i öst-västlig riktning.